# 木下匠
木下 匠（きのした たくみ、1991年12月9日 - ）は、東京都出身のサッカー選手。ポジションはディフェンダー（DF）。
流通経済大学付属柏高等学校を経て流通経済大学へ進学。複数のJリーグクラブに練習参加をするも卒業後は単身海外へ。
ドイツリーグやオーストラリアのNPL（2部リーグ）でプレー。

## 人物・プレースタイル
身体能力に長ける。パワフルなプレーが持ち味。

## 所属クラブ経歴
- 2007年 - 2009年 流経大柏高校
- 2010年 - 2013年 流通経済大学

### プロ経歴
- 2014年 FCインデ・ハーン（ドイツ語版）（ドイツ）
- 2015年 サンシャイン・コーストFC（英語版）（オーストラリア2部）